# Francis C. Denebrink

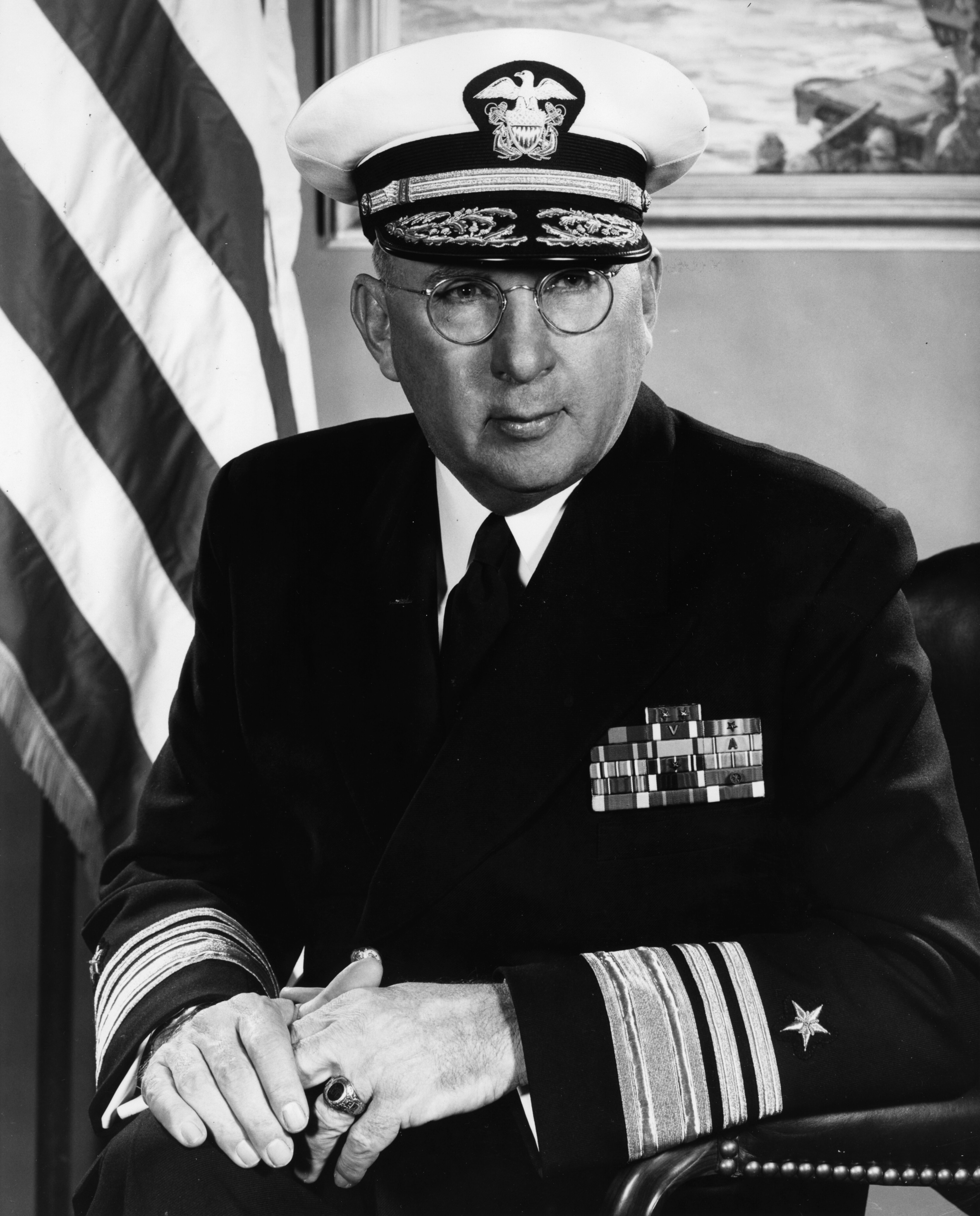
Denebrink (1953)

Francis Compton Denebrink (* 22. Juni 1896 in Chicago; † 8. April 1987 in San Francisco) war ein US-amerikanischer Marineadmiral.

## Leben
Francis C. Denebrink wuchs in Sheridan (Wyoming) und Long Beach (Kalifornien) auf und schloss die Naval Academy im Jahr 1917 ab. Im endenden Ersten Weltkrieg diente er auf verschiedenen Zerstörern von den Häfen in Queenstown und Brest aus.
Schon früh kamen "edlere" Einsätze wie Assistent des Superintendent of the Naval Academy in Annapolis zwischen 1922 und 1923 und als Presseoffizier im Weißen Haus von 1926 bis 1928 dazu. 1930 erhielt er zum ersten Mal das Kommando über ein Schiff, die USS McCormick (DD-223/AG-118), die Teil der Yangtze Patrol war. Den Kurs am Naval War College beendete er 1932.
Von 1936 bis 1939 war Denebrink Leiter der Navigationsabteilung der Naval Academy. Danach war er Offizier auf der Brooklyn. Nach einem kurzen Intermezzo beim Office of Strategic Services wurde er zum Kommandeur des Schiffes ernannt. Als der Ozeandampfer Manhattan am 3. September 1942 Feuer fing, leitete er die Rettungsoperation.
1943 wurde Denebrink Stabschef des Fleet Operational Training Command der US Atlantic Fleet. Nach seiner Ernennung zum Konteradmiral 1944 wurde er Leiter des Fleet Operational Command der US Pacific Fleet. Er leitete keine Kampfeinsätze, sondern nur Manöver bei den Aleuten und die Besetzung des japanischen Festlands nach der Kapitulation.
Zum Jahreswechsel 1952/1953 wurde er Leiter des Military Sea Transportation Service und damit zum Vizeadmiral befördert.
Insbesondere von 1955 bis 1957 transportierte der MSTS mit 126 Schiffen Material für den Bau der Distant Early Warning Line in das Polarmeer.